# سانتو أندريه
نادي سانتو اندريه (بالبرتغالية: Esporte Clube Santo André‏) ، هو نادي رياضي برازيلي لكرة القدم ، أسس بتاريخ 18 سبتمبر 1967.

## إنجازاته
حصول نادي سانتو أندريه على كأس البرازيل عام 2004.

## وصلات خارجية
- (بالبرتغالية) Official site
- (بالبرتغالية) Old Official Web Site
- (بالبرتغالية) Fans Site